# Pompoï
Pompoï  là một tổng thuộc  tỉnh Balé ở phía nam Burkina Faso. Thủ phủ là thị xã Pompoï. Theo điều tra dân số năm 1996, tổng này có tổng dân số 10.613.

## Các thị xã và làng xã
Largest Các thị xã và làng xã và dân số các tổng như sau:

- Pompoï	(2 710 dân) (thủ phủ)
- Battiti	(522 dân)
- Fegué	(152 dân)
- Kietou	(357 dân)
- Kokoï	(1 027 dân)
- Konkoliko	(1 898 dân)
- Pana	(812 dân)
- Pani	(158 dân)
- Pompoï-gare	(894 dân)
- San	(1 320 dân)
- Sio	(763 dân)